# Antonio Puddu
Antonio Puddu (Siddi, 2 novembre 1933 – Selargius, 26 gennaio 2022) è stato uno scrittore italiano.

## Biografia

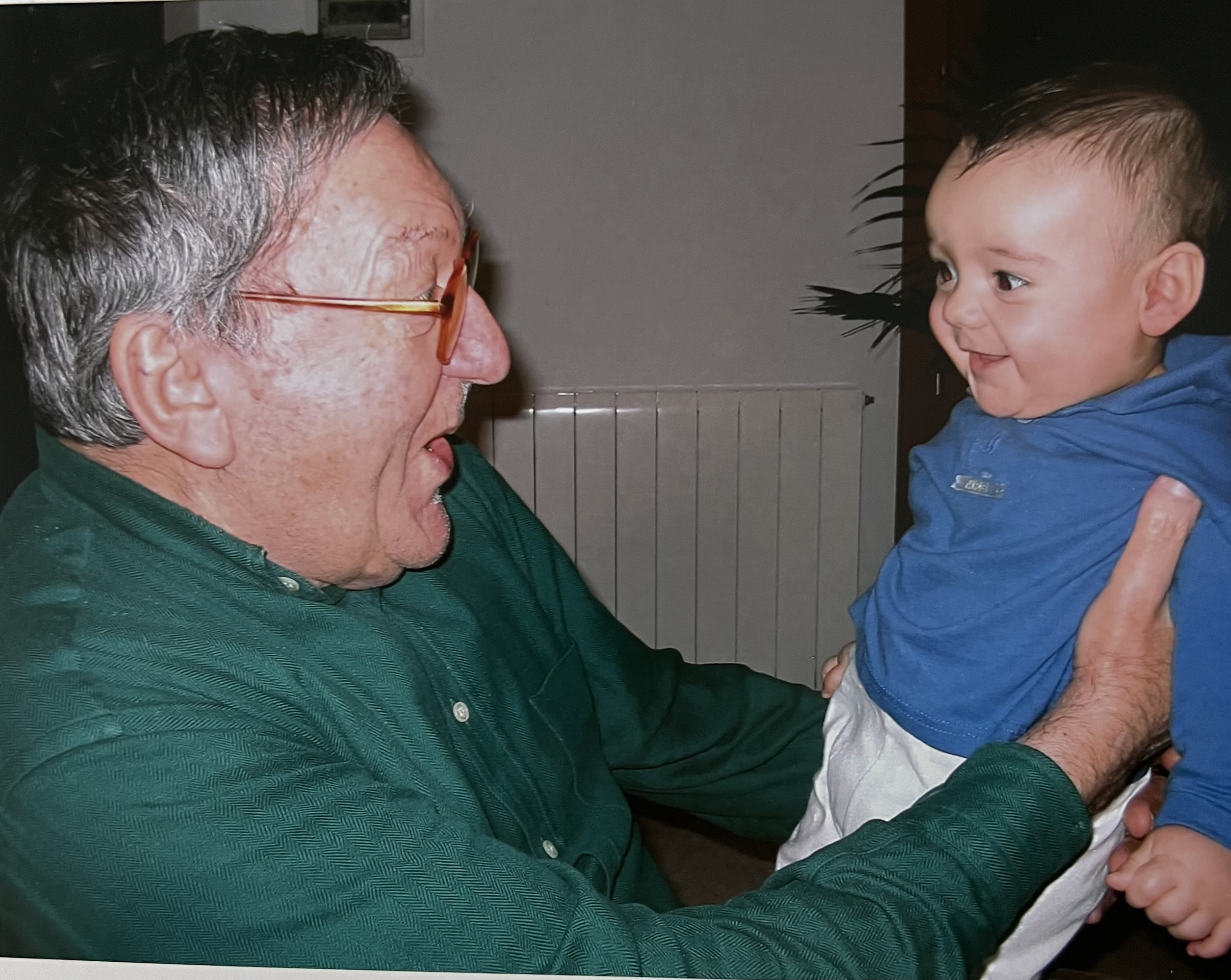
Antonio Puddu con il nipotino Andrea nel 2004

Antonio Puddu apparteneva a una famiglia di imprenditori agricoli e fino alla metà degli anni Novanta si dedicò alla cura della sua azienda agraria nel centro della Marmilla.

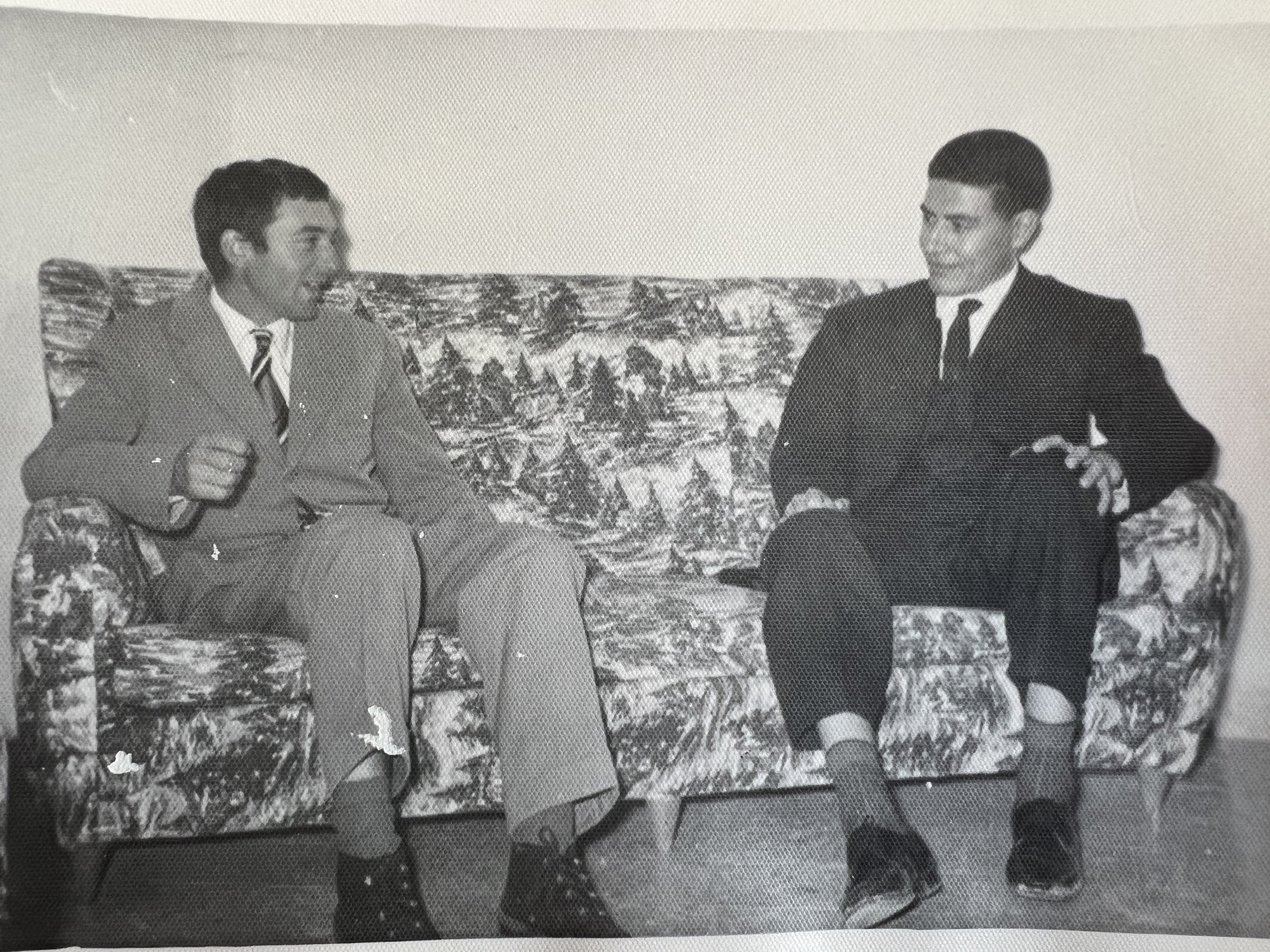
Antonio Puddu (a sinistra) nella sua casa di Siddi con lo scrittore Fortunato Pasqualino negli anni Cinquanta

Alla fine degli anni Cinquanta comincia a scrivere su Ichnusa, rivista diretta da Antonio Pigliaru. Redattore era Salvatore Cambosu. Poi su L'Osservatore Romano, dove nel 1961 pubblica il racconto Zio Eraclio.

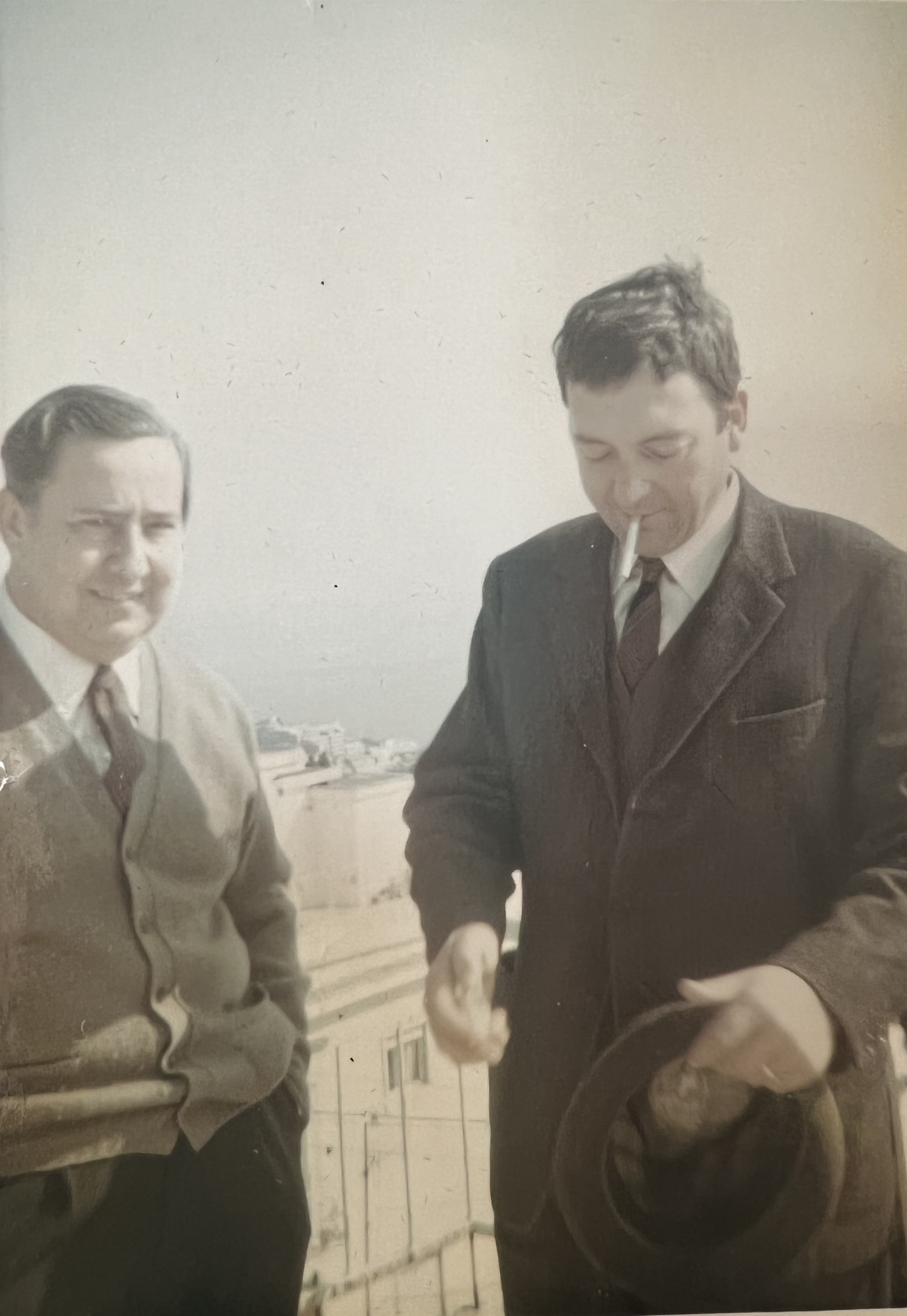
Antonio Puddu (a destra) con lo scrittore Michele Prisco negli anni Sessanta.

Il suo esordio nel campo del romanzo risale al 1968, quando con Zio Mundeddu vince il Premio Grazia Deledda "Opera prima". Nel 1983 pubblica La colpa di vivere cui seguono La valle dei colombi (1996, finalista del Premio Dessì), una silloge di racconti in parte già apparsi su riviste, e altri due romanzi: Dopo l'estate (2001) e L'orto degli alveari (2011).
Collaborò con varie testate tra cui L'Osservatore Romano, La Fiera Letteraria, la Realtà del Mezzogiorno, Il Tempo, Ichnusa e La grotta della vipera.
Nella sua formazione ebbe grande influenza lo scrittore Salvatore Cambosu, del quale era stato discepolo nei primi anni Cinquanta e di cui firmerà una commemorazione sulla Fiera Letteraria nel novembre del 1961.
Secondo il critico Nicola Tanda il suo vissuto profondamente immerso nella realtà agropastorale si riflette in tutta la produzione letteraria.

## Opere

### Romanzi
- Zio Mundeddu, Bologna, Cappelli 1968;
- Zio Mundeddu, Foggia, Edizioni Bastogi 1985, edizione scolastica, collana Il Centauro (n. 6),[10] con note a cura di Nicola Tanda e Mariolina Cosseddu;
- Zio Mundeddu, Nuoro, Ilisso 2004, ISBN 9788887825893;
- La colpa di vivere, Foggia, Edizioni Bastogi, 1983;
- La colpa di vivere, Foggia, Edizioni Bastogi, 1990;
- La colpa di vivere, Cagliari, La Biblioteca della Nuova Sardegna, Collezione Capolavori Sardi (n. 30), 2003, supplemento al giornale;
- La colpa di vivere, Nuoro, Ilisso, 2012 (introduzione di Giovanni Cara) ISBN 9788862020930;
- Dopo l'estate, Foggia, Edizioni Bastogi, 2001, ISBN 9788881853472;
- L'orto degli alveari, Foggia, Edizioni Bastogi, 2011, ISBN 9788862733724;

### Raccolte di racconti
- Una sera a Siddi, in Ichnusa a. VI, n. 22, 1958, pp. 49–51;
- Gli ultimi anni, in La grotta della vipera, a. I, n. 1, 1975, pp. 47–50;
- La mimosa, in La grotta della vipera, a. VI, n. 19-20, 1981, pp. 27–29;
- Il geco, in La grotta della vipera, a. VII, n. 24-25, 1982, pp. 24–26;
- Il vento, in La grotta della vipera, a. X, n. 30-31,1984, pp. 51–53;
- La valle dei colombi, Foggia, Edizioni Bastogi, 1996 (silloge di racconti in parte già apparsi su riviste), ISBN 9788886452854;

### Varie
- Grazia Deledda scrittrice, in Grazia Deledda nella cultura sarda contemporanea, Nuoro, Consorzio per la pubblica lettura S. Satta, 1992;
- Salvatore Farina scrittore e studioso, in Salvatore Farina: la figura e il ruolo a 150 anni dalla nascita, 2001, Sassari, Edes, ISBN 9788886002424.